# Крумово (област Варна)
Вижте пояснителната страница за други значения на Крумово.
Крумово е село в Североизточна България. То се намира в община Аксаково, област Варна.

## География
Почвите в село Крумово са тип сиви горски, с почвена реакция pH от 5,4 до 5,5.

## История
През Османския период и след Освобождението селото носи името Горна Кумлуджа.
През 1896 г. селото вече се нарича Крумово и е част от Варненска околия.
Запазени са сведения за практикуване на обичая Жив огън в селото през 1905 г. През 1908 г. в селото учителства Антон Борлаков.
През 1913 г. румънска войска завзела селото по време на Междусъюзническата война.
През 1914 г. в селото функционира държавна жребцова станция под контрола на варненския окръжен ветеринарен лекар.
През 1950 г. в селото функционира всестранна взаимоспомагателна кооперация.
През 1959 г. с Указ № 582/обн. на 29 декември 1959 г. село Пясъчник е присъединено към село Крумово.

## Население
Численост на населението според преброяванията през годините:
| \| Година на преброяване \| Численост \| \| --------------------- \| --------- \| \| 1934 \| 1569 \| \| 1946 \| 1271 \| \| 1956 \| 1007 \| \| 1965 \| 715 \| \| 1975 \| 522 \| \| 1985 \| 300 \| \| 1992 \| 250 \| \| 2001 \| 184 \| \| 2011 \| 175 \| \| 2021 \| 203 \| |           |
| Година на преброяване | Численост |
| 1934 | 1569      |
| 1946 | 1271      |
| 1956 | 1007      |
| 1965 | 715       |
| 1975 | 522       |
| 1985 | 300       |
| 1992 | 250       |
| 2001 | 184       |
| 2011 | 175       |
| 2021 | 203       |

### Етнически състав

#### Преброяване на населението през 2011 г.
Численост и дял на етническите групи според преброяването на населението през 2011 г.:
|                     | Численост | Дял (в %) |
| Общо                | 175       | 100.00    |
| Българи             | 153       | 87.42     |
| Турци               | 15        | 8.57      |
| Цигани              | –         | –         |
| Други               | 4         | 2.28      |
| Не се самоопределят | –         | –         |
| Неотговорили        | 3         | 1.71      |

## Религии
Жителите на Крумово са предимно православни християни

## Културни и природни забележителности
Близо до селото се намира действащият манастир „Св. Марина“. В селото се намира паметник на загиналите Втората световна война.